# 貓免疫缺陷病毒
貓免疫缺陷病毒（英語：feline immunodeficiency virus，簡稱：FIV）屬於反轉錄病毒科慢病毒屬，受到感染的貓會罹患貓後天免疫缺乏症候群，俗稱貓愛滋病（FAIDS）。雖然稱為貓愛滋病，但與人類的愛滋病不同的是，貓愛滋病並非透過性行為傳染，主要是透過打架時、含病毒唾液經傷口傳染；另一個不同在於，感染FIV的貓之死亡率並沒有人類的愛滋病來得高，通常就算患病，不使用藥物的情況下仍然能夠活至正常壽命。目前已有對抗此病毒的疫苗。
對養貓者來說，必須注意貓是否有感染FIV，有感染的與沒有感染也沒有注射疫苗的貓若會打架、則必須隔離。有養貓的家庭在撿到流浪貓時必須把家貓與流浪貓先行隔離檢疫，在確定沒有FIV等傳染病以後才能接觸。
FIV病毒並不會感染人體，但「貓愛滋」的名稱很容易造成無知者棄貓。
此病毒只會對貓科動物有作用，包括貓、老虎、美洲豹、豹、獅子等。然而，與家貓不同的是，其他的貓科動物受到感染後並不會出現症狀。

## 病徵

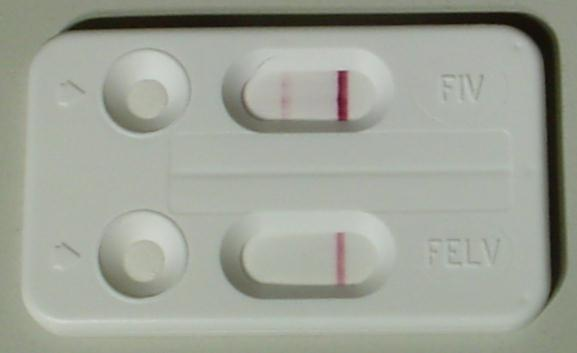
用於快速篩檢貓免疫缺陷病毒（FIV，圖上呈現陽性反應）及貓白血病病毒（FeLV，圖下呈現陰性反應）的免疫測試器

罹患貓愛滋的貓有食慾不振、體重減輕、皮毛狀況不佳等症狀，還會有下痢及口腔、牙齦、皮膚、肺部的慢性感染。有些會有貧血或癲癇樣的神經症狀。